# Bachmut
Bachmut (ukrainisch Бахмут) ist eine Stadt in der Oblast Donezk im Osten der Ukraine am Ufer des Flusses Bachmutka mit 2019 noch  etwa 74.000 Einwohnern, im Mai 2023 bedingt durch den Russisch-Ukrainischen Krieg aber nur noch 500 Einwohnern. Sie ist das Zentrum des gleichnamigen Rajons Bachmut.
Aufgrund der Entkommunisierungsgesetze wurde die Stadt am 4. Februar 2016 vom seit 1924 gültigen Namen Artemiwsk (Артемівськ; russisch Artjomowsk, Артёмовск; nach dem russischen Revolutionär Artjom) wieder in Bachmut umbenannt. Die russische Seite im Krieg 2022/2023 verwendet weiterhin den Namen Artjomowsk.
Bachmut war ein Zentrum der ukrainischen Salzindustrie. Von August 2022 bis Mai 2023 war die Stadt Schauplatz schwerer Kämpfe im Rahmen des russischen Überfalls auf die Ukraine 2022. Dabei wurden weite Teile der Stadt vollständig zerstört.

## Verkehr
In der Stadt gibt es mehrere Bahnhöfe an den Bahnstrecken Charkiw–Horliwka und Kramatorsk–Debalzewe. Durch die Stadt führen die Territorialstraßen T-05-13, T-05-04 und T-13-02. Nordöstlich von Bachmut verläuft die Fernstraße M 03.

## Geschichte

### Geschichte bis Ende des Zarenreiches
Die erste Erwähnung von Bachmut stammt aus dem Jahr 1571. Die Siedlung wurde als russische Wachfestung (Storoscha) gegen krimtatarische Überfälle im Gebiet der Donkosaken beschrieben, die unter Iwan IV. an dem nahegelegenen Fluss Bachmutka errichtet wurde.
Der Ursprung des Hydronyms ist ungewiss. Es wird gewöhnlich eine Entlehnung eines tatarischen Namens angenommen; vorgeschlagen wurde eine Ableitung vom Personennamen
Mahmud, Mahmet, oder auch von einem tatarischen Ausdruck für „Brackwasser“.
Nach Rassocha (2009) liegt dagegen eine tatarische Vermittlung eines ursprünglich indo-germanischen Namens vor, der vom Namen der Buche (*b[h]aHko-) abgeleitet wäre.
Zu Beginn des 18. Jahrhunderts wurde Bachmut unter Peter dem Großen zu einer steinernen Festung ausgebaut. Ab dieser Zeit wurde in der Umgebung Salz gewonnen und Salzhandel getrieben, und allmählich entstand um die Festung eine Siedlung. Von 1752 bis 1764 war die Festung Bachmut – an dessen westlichem Rand gelegen – Verwaltungszentrum des Gebietes Slawenoserbien, benannt nach den dorthin umgesiedelten Serben.
1783 wurde Bachmut administratives Zentrum des gleichnamigen Ujesds im Gouvernement Jekaterinoslaw und damit zur Stadt erhoben.
1897 hatte die Stadt 19416 Einwohner, fünf russisch-orthodoxe und eine katholische Kirche und eine Synagoge, ferner bedeutende Salzindustrie.

### Moderne Geschichte
Nach der Russischen Revolution wurde Bachmut Teil der Sowjetrepublik Donez-Kriwoi Rog, die später auf Betreiben Lenins der Ukrainischen Sowjetrepublik zugeschlagen wurde, um in der letzteren den Anteil der Arbeiterbevölkerung zu erhöhen. 1924 wurde die Stadt zu Ehren des russischen Revolutionärs Artjom in Artjomowsk (ukr. Artemiwsk) umbenannt.

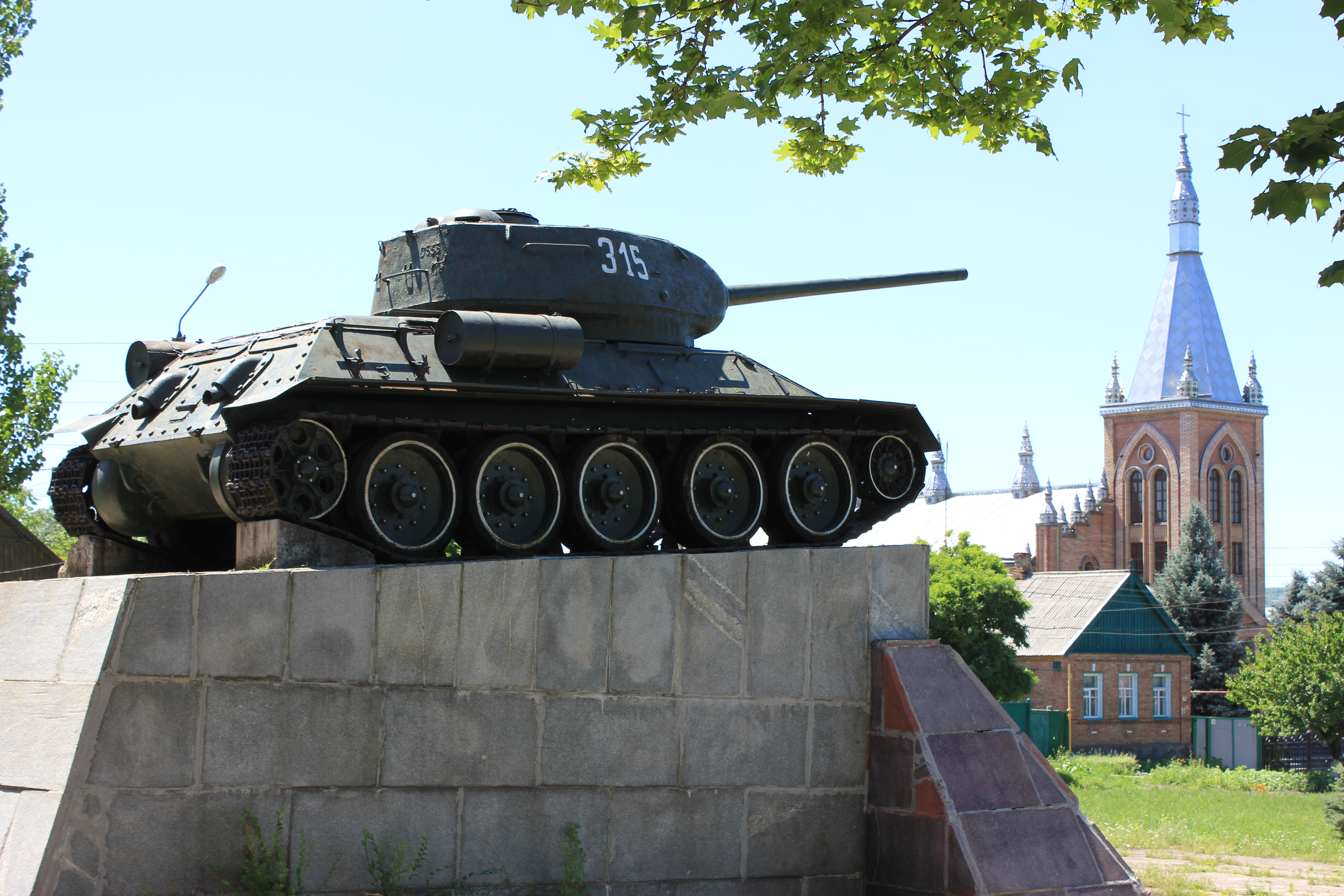
Panzerdenkmal für die Soldaten der Befreiung; Baptistenkirche im Hintergrund

In den umfangreichen unterirdischen Gängen und Höhlen begingen Mitglieder der Wehrmacht im Zweiten Weltkrieg Erschießungen. Zwischen dem 9. und dem 12. Januar 1942 wurden zudem etwa 3000 Juden aus der Stadt von Mitgliedern der Einsatzgruppe C unter logistischer Mithilfe der 17. Armee in einen Stollen des ehemaligen Gips-Bergwerks verbracht und dort 50–70 Meter unter der Erde bei lebendigem Leibe eingemauert. Um die Aktion zu vertuschen, wurden die Wände des Stollens abgesprengt.
Im September 1943, nach der Befreiung der Stadt durch die Rote Armee im Rahmen der Donezbecken-Operation, wurden die Leichen entdeckt und geborgen. Da diese aufgrund der ungewöhnlichen Klimaverhältnisse im Stollen (permanente Temperatur von +12°–14° sowie eine Luftfeuchtigkeit von 88–90 %) nicht verwest, sondern mumifiziert waren, konnte eine Reihe von ihnen identifiziert werden. An der Stelle, an der im Januar 1942 die Juden der Ortschaft eingemauert wurden, befindet sich zum Gedenken die „Mauer der Tränen“.

### Schaumweinproduktion
1950 wurde in einem ehemaligen Bergwerk zur Gewinnung von Gips, bis in eine Tiefe von etwa 70 Meter unter dem Erdboden und auf einer Fläche von etwa 25 Hektar die Bachmuter Sektfabrik eingerichtet. Diese entwickelte sich zum größten osteuropäischen Hersteller von Schaumweinen mit einer Abfüllkapazität von bis zu 12.000 Flaschen stündlich und 25 Millionen Flaschen jährlich. 2016 firmierte das Unternehmen zunächst noch (engl.) als JSC Artemovsk Winery und änderte dann im Zuge der Umbenennung Bachmuts die Firma in (engl.) private joint stock company „ARTWINERY“ (PRJSC „ARTWINERY“). Unter anderem stellte sie  Krimsekt aus Trauben bzw. Weinen von der Krim her, bis die Lieferungen von dort ab 2014 auf Grund der Besetzung der Krim durch Russland ausblieben. Aufgrund der großen Lagervorräte an Grundweinen und bereits erzeugtem Sekt war jedoch weiterhin eine Produktion und der Verkauf möglich. Das Unternehmen ist auch 2024 noch in der Ukraine tätig, auch wenn der Standort Bachmut im Zuge des Angriffskrieges Russlands inzwischen verloren gegangen ist.

### Atommüll-Endlager
1999 wurde bekannt, dass die ukrainische Regierung im Salzbergwerk des Stadtteils Soledar ein Endlager für hochradioaktiven Atommüll  plante. Die örtlichen Umwelt- und Bürgerrechtsgruppen Mama-86 und Bahmat konnten dieses Vorhaben mit der Hilfe der deutschen Bürgerinitiative Umweltschutz Lüchow-Dannenberg verhindern.

### Krieg im Donbas
Im Zuge des russischen Kriegs in der Ukraine kam es auch in Artemiwsk ab dem 1. März 2014 zu Unruhen und Kämpfen. Zunächst demonstrierten einzelne prorussische Gruppen für einen Anschluss an die Russische Föderation mittels Referendum und hissten eine russische Flagge auf dem Dach der Stadtverwaltung. Die ukrainischen Behörden räumten das örtliche Militärlager, um die Waffen nicht in die Gewalt der Demonstranten fallen zu lassen. Die Stadt selbst geriet zum größten Teil unter die Autorität der prorussischen Aktivisten, die nach einem Anschluss an Russland strebten und die ukrainischen Hoheitszeichen von allen öffentlichen Gebäuden entfernten. Die ukrainische Regierung erklärte die prorussischen Akteure am 12. April 2014 zu Separatisten und begann am 13. April mit Militäroperationen zur Wiederherstellung der staatlichen Autorität. In einem ersten Schritt verstärkte sie die Besatzung der Militärlager im Vorort Paraskowijiwka und in Artemiwsk selbst, wo hunderte schwere Waffen (Panzer, Schützenpanzer, Artillerie) lagerten, die den Separatisten nicht in die Hände fallen sollten. Am 24. April kam es zu ersten Zusammenstößen, als die Separatisten erfolglos versuchten, die Militärlager zu stürmen. Die Kämpfe intensivierten sich im Juni durch den Einsatz schwerer Waffen, wie Panzer und Mörsern, aber auch drei weitere Versuche scheiterten, die Militärlager zu stürmen. Im Rahmen einer Offensive der Regierungstruppen wurden bis zum 7. Juli neben Artemiwsk mehrere Städte (darunter Slowjansk und Kramatorsk) zurückerobert. Die Separatisten zogen sich nach Donezk zurück.
In den folgenden Jahren lag die Stadt im Hinterland der sich mehr und mehr verfestigenden „Frontlinie“. Im Licht der Abwendung von der sowjetischen Vergangenheit erschien die Benennung des Ortes nach einem russischen kommunistischen Anführer nicht mehr zeitgemäß. Der Stadtrat entschied sich daher am 23. September 2015 für eine Umbenennung in Bachmut, die am 4. Februar 2016 durch das ukrainische Parlament bestätigt wurde.
Infolge des russischen Überfalls auf die Ukraine, der am 24. Februar 2022 begann, wurde Bachmut ab Mai 2022 zum Kriegsschauplatz. Im selben Monat brach die Gasversorgung in der Stadt zusammen. Am Morgen des 10. Juni 2022 meldete der ukrainische Generalstab in seinem täglichen Lagebericht, russische Truppen seien auf den Verkehrsknotenpunkt Bachmut vorgerückt. Sie zerstörten das Verwaltungszentrum in Sjewjerodonezk weitgehend und besetzten es am 20. Juni 2022.
Bachmut stellte ab August 2022 bis Mai 2023 eine wesentliche Verteidigungsstellung der ukrainischen Streitkräfte dar, da sich im westlich gelegenen Raum hinter jener Linie (zwischen den Großstädten Slowjansk und Kramatorsk) das Hauptquartier der ukrainischen Truppen für die Ostukraine befindet.
Im Ballungsraum Slowjansk-Kramatorsk lebten vor dem russischen Überfall gut eine halbe Million Menschen. Stand Mai 2023 lebten in Bachmut noch etwa 500 Zivilisten. Am 20. Mai 2023 übernahmen die Russen die Kontrolle über die gesamte Stadt.

## Verwaltungsgliederung
Am 26. Juni 2019 wurde die Stadt zum Zentrum der neugegründeten Stadtgemeinde Bachmut (Бахмутська міська громада/Bachmutska miska hromada). Zu dieser zählen auch die Siedlung städtischen Typs Krasna Hora, die 13 in der untenstehenden Tabelle aufgelisteten Dörfer sowie die Ansiedlungen Chromowe, Jahidne, Opytne und Selenopillja, bis dahin bildete sie zusammen mit der Siedlung städtischen Typs Krasna Hora die gleichnamige Stadtratsgemeinde Bachmut (Бахмутська міська рада/Bachmutska miska rada), welche direkt der Oblastverwaltung unterstellt war.
Bis zum 8. September 2016 waren die Städte Tschassiw Jar und Soledar noch der Stadtgemeinde von Bachmut zugeordnet und wurden dann der Rajonsverwaltung des Rajons Bachmut unterstellt.
Am 17. Juli 2020 wurde der Ort ein Teil des Rajons Bachmut.
Folgende Orte sind neben dem Hauptort Bachmut Teil der Gemeinde:
| Name                     | Name          | Name                               |
| ukrainisch transkribiert | ukrainisch    | russisch                           |
| ------------------------ | ------------- | ---------------------------------- |
| Andrijiwka               | Андріївка     | Андреевка (Andrejewka)             |
| Berchiwka                | Берхівка      | Берховка (Berchowka)               |
| Chromowe                 | Хромове       | Хромово (Chromowo)                 |
| Iwanhrad                 | Іванград      | Иванград (Iwangrad)                |
| Iwaniwske                | Іванівське    | Ивановское (Iwanowskoje)           |
| Jahidne                  | Ягідне        | Ягодное (Jagodnoje)                |
| Klischtschijiwka         | Кліщіївка     | Клещиевка (Kleschtschijewka)       |
| Klynowe                  | Клинове       | Клиновое (Klinowoje)               |
| Krasna Hora              | Красна Гора   | Красная Гора (Krasnaja Gora)       |
| Midna Ruda               | Мідна Руда    | Медная Руда (Mednaja Ruda)         |
| Nowa Kamjanka            | Нова Кам'янка | Новая Каменка (Nowaja Kamenka)     |
| Opytne                   | Опитне        | Опытное (Opytnoje)                 |
| Pokrowske                | Покровське    | Покровское (Pokrowskoje)           |
| Sajzewe                  | Зайцеве       | Зайцево (Saizewo)                  |
| Selenopillja             | Зеленопілля   | Зеленополье (Selenopolje)          |
| Werschyna                | Вершина       | Вершина (Werschina)                |
| Wessela Dolyna           | Весела Долина | Весёлая Долина (Wessjolaja Dolina) |
| Widrodschennja           | Відродження   | Видродження                        |

## Wappen
Als Bachmut führte die Stadt ein in Grün und Schwarz geteiltes Wappen mit dem mittig gesetzten Zeichen für Salz. Das ist ein Kreis mit einem waagerechten Faden über den Durchmesser (durchgeschnittener Kreis). Die Stadtfarben sind im Wappen.

## Demographie

### Einwohnerentwicklung
| Jahr | Einwohner |
| ---- | --------- |
| 1897 | 19.416    |
| 1923 | 28.904    |
| 1926 | 37.354    |
| 1939 | 55.409    |
| 1959 | 60.626    |
| 1970 | 82.342    |
| 1979 | 87.084    |
| 1989 | 90.279    |
| 2001 | 82.916    |
| 2005 | 80.655    |
| 2015 | 77.177    |
| 2019 | 74.320    |
| 2023 | 0500      |

Quelle:

### Ethnien
| Volksgruppe | Einwohner | %    |
| ----------- | --------- | ---- |
| Ukrainer    | 78.993    | 69,4 |
| Russen      | 31.301    | 27,5 |
| Belarussen  | 00.705    | 00,6 |
| Armenier    | 00.396    | 00,3 |
| Roma        | 00.263    | 00,2 |
| Juden       | 00.224    | 00,2 |

Anmerkung: Die Werte beziehen sich auf die gesamte damalige Stadtratsgemeinde (Miska rada) mit insgesamt 113.785 Einwohnern (2001).

## Städtepartnerschaft
Bachmut hat eine Städtepartnerschaft mit Omaha in den USA.

## Söhne und Töchter der Stadt
- Pawel Nowgorodzew (1866–1924), russischer Philosoph, Politiker und Jurist
- Ludwig Christian Karl Alexander Martens (1875–1948), deutsch-russischer Revolutionär und Maschinenbauingenieur
- Boris Werlinski (1887–1950), sowjetischer Schachmeister und erster Großmeister der UdSSR
- Sam Spewack (1899–1971), US-amerikanischer Dramaturg, Librettist und Drehbuchautor
- Hans Galperin (1900–1994), deutscher Jurist, Hochschullehrer und Bremer Landesarbeitsgerichtspräsident
- Menachem Savidor (1917–1988), israelischer Politiker
- Serhij Krymskyj (1930–2010), Philosoph und Kulturwissenschaftler
- Larissa Schepitko (1938–1979), sowjetische Filmregisseurin und Drehbuchautorin
- Alina Lohwynenko (* 1990), Sprinterin
- Jakiw Chammo (* 1994), Judoka
- Julija Lewtschenko (* 1997), Hochspringerin
- Nasar Hetman (* 2003), Volleyballspieler

## Galerie

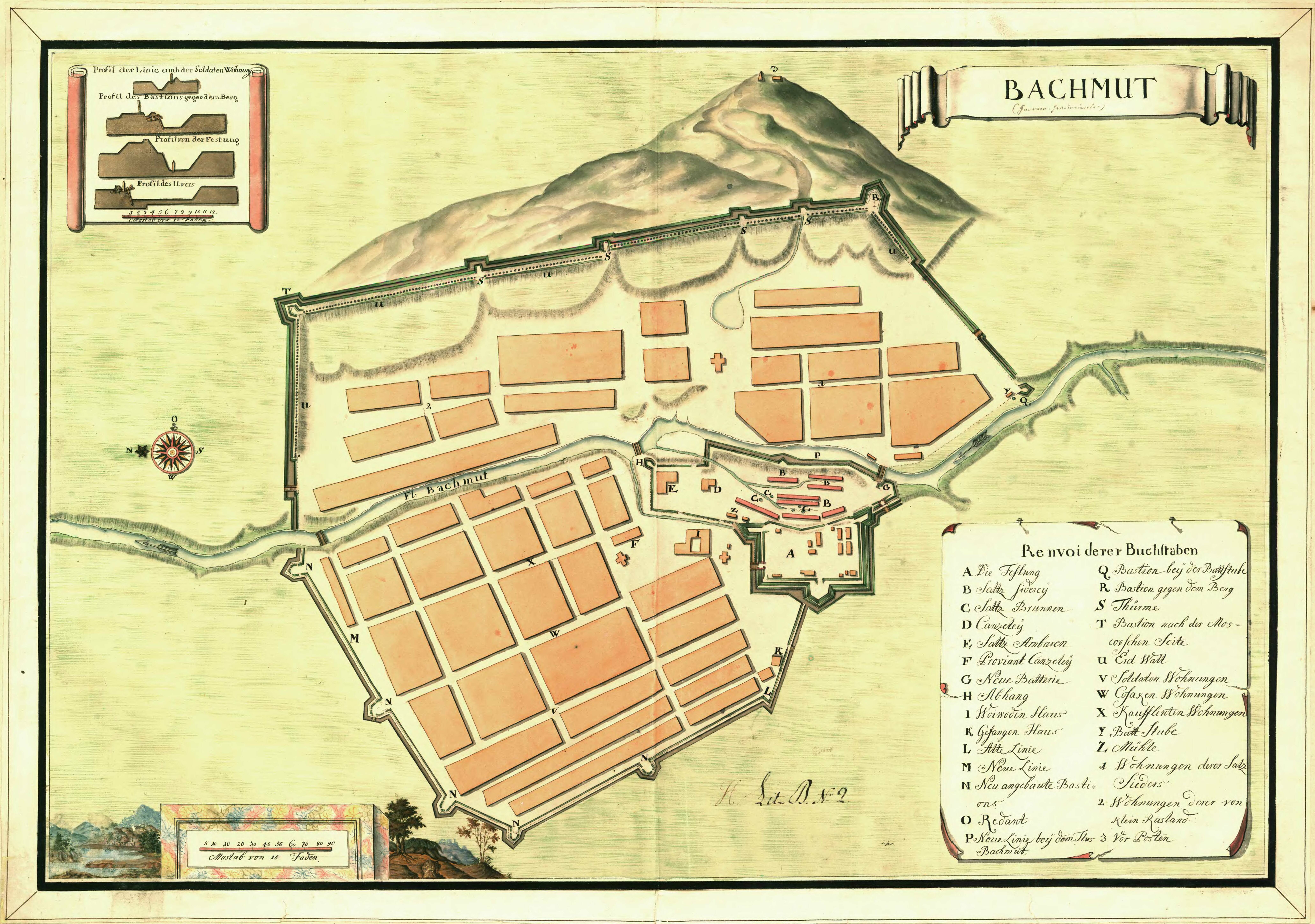
Historische Karte von Bachmut und seinen Befestigungen
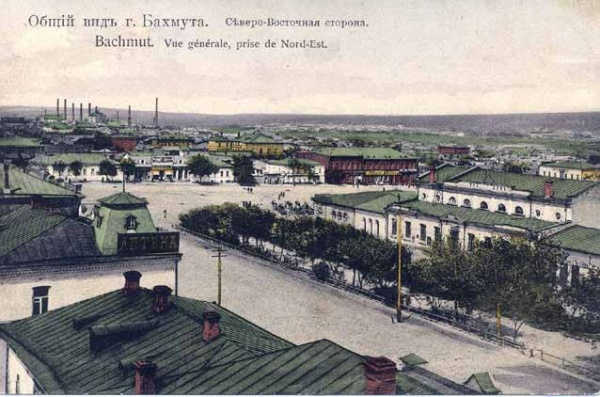
Bachmut, am Ende des 19. Jahrhunderts
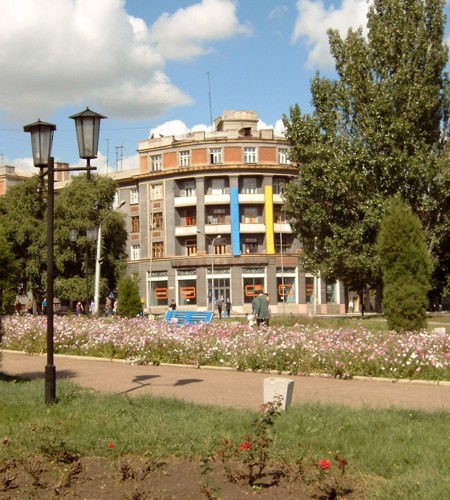
Freiheitsplatz in Bachmut
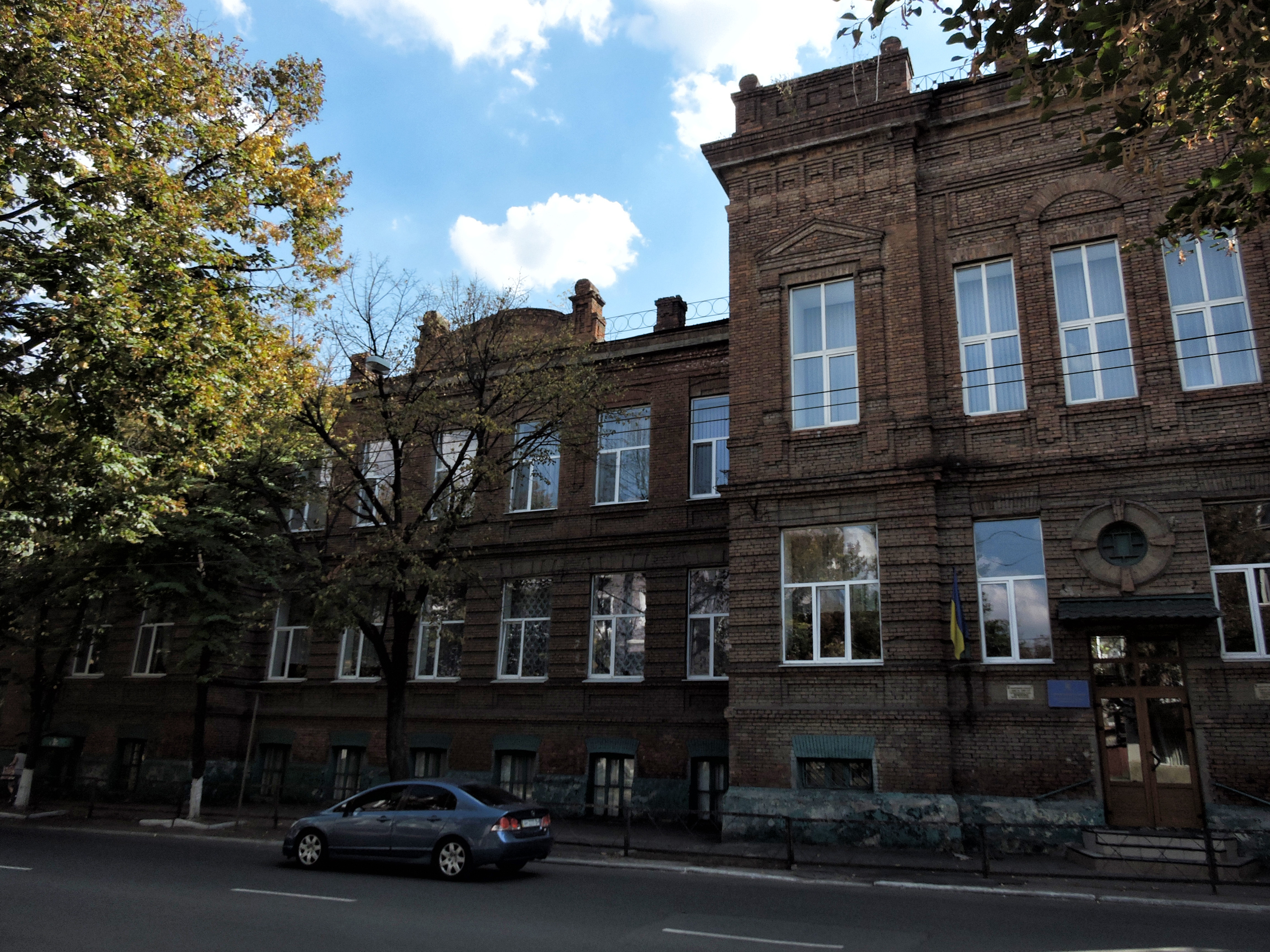
Ehemaliges Gymnasium
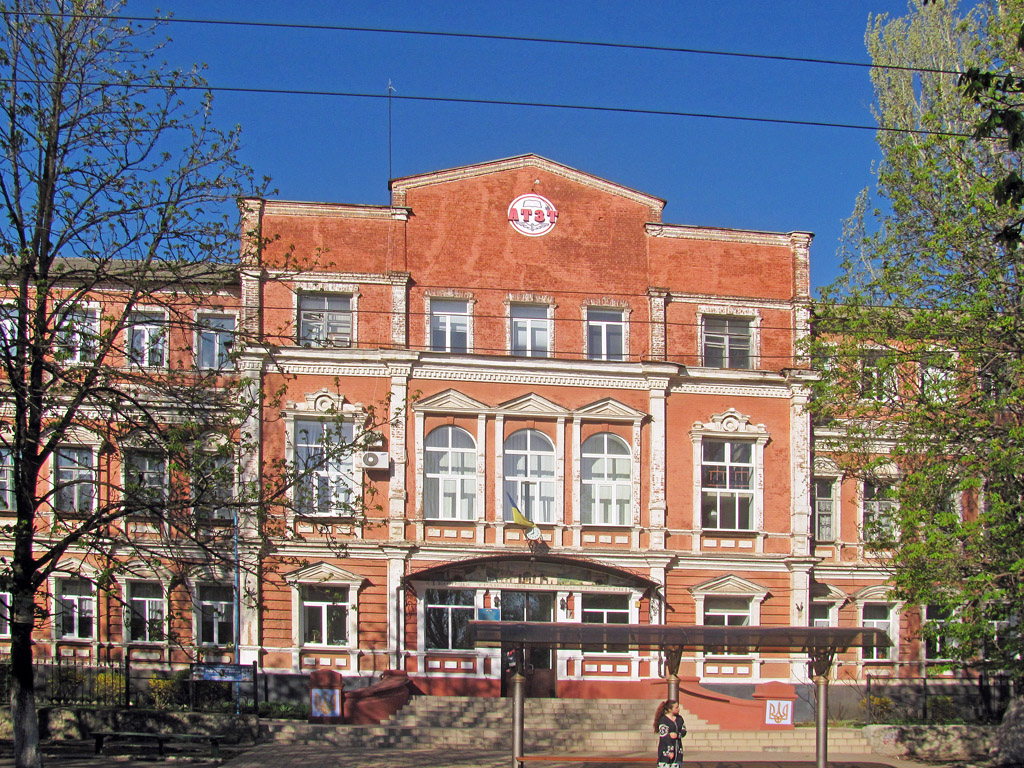
Bahnhofsgebäude
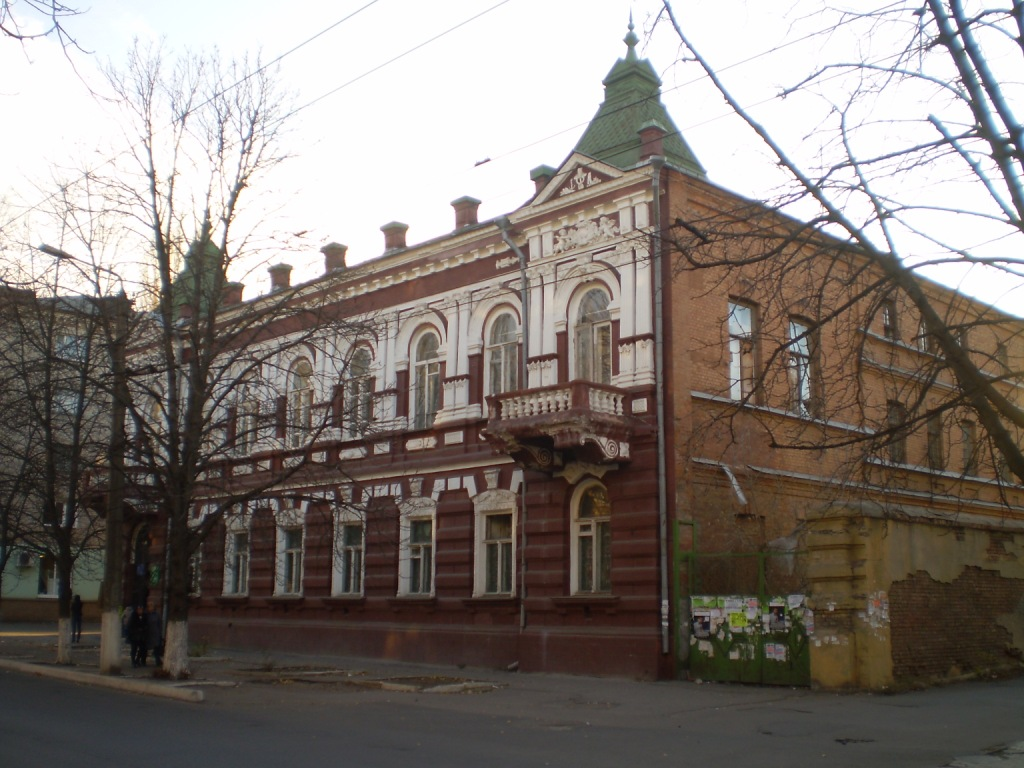
Altes Bankgebäude
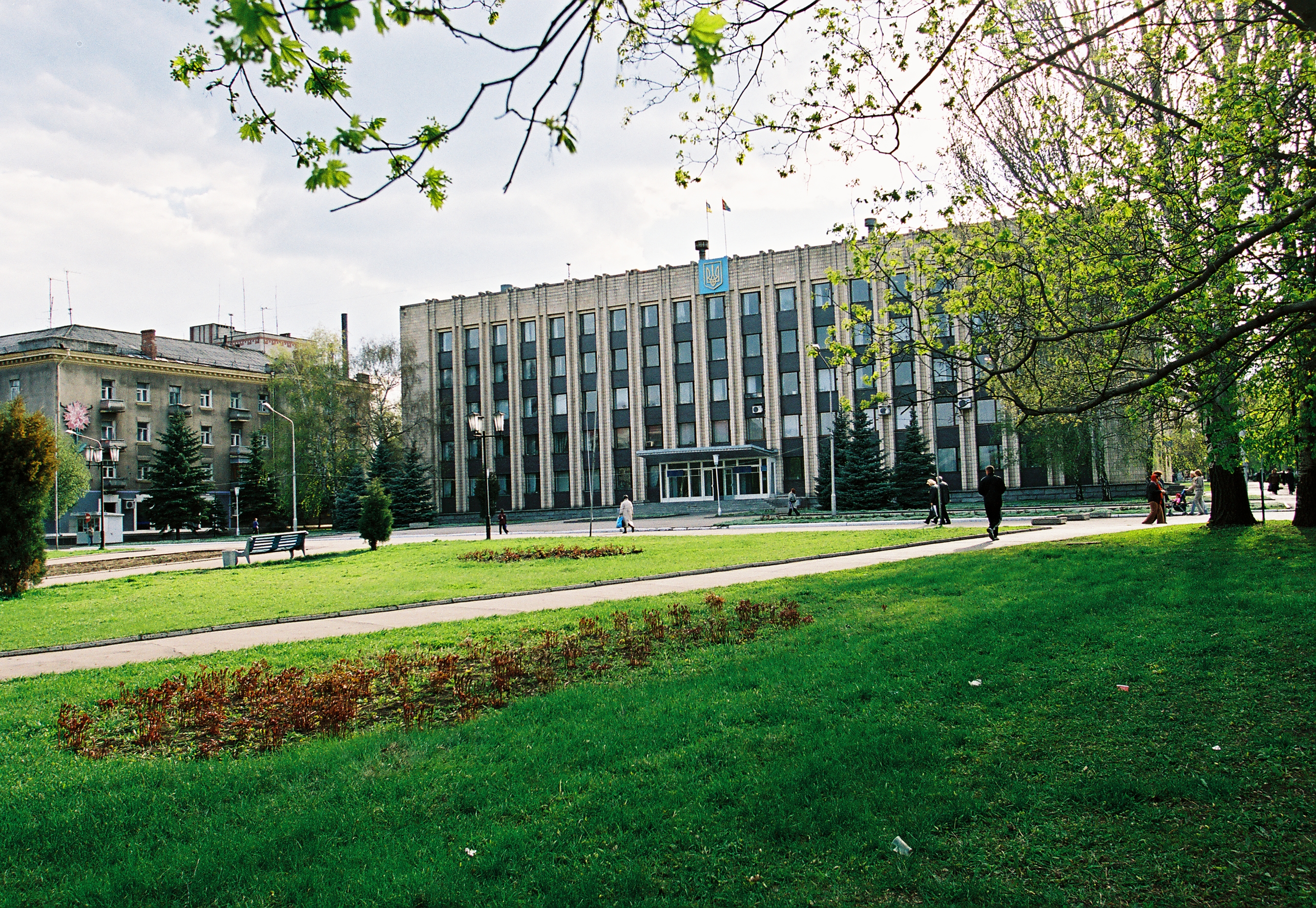
Rathaus
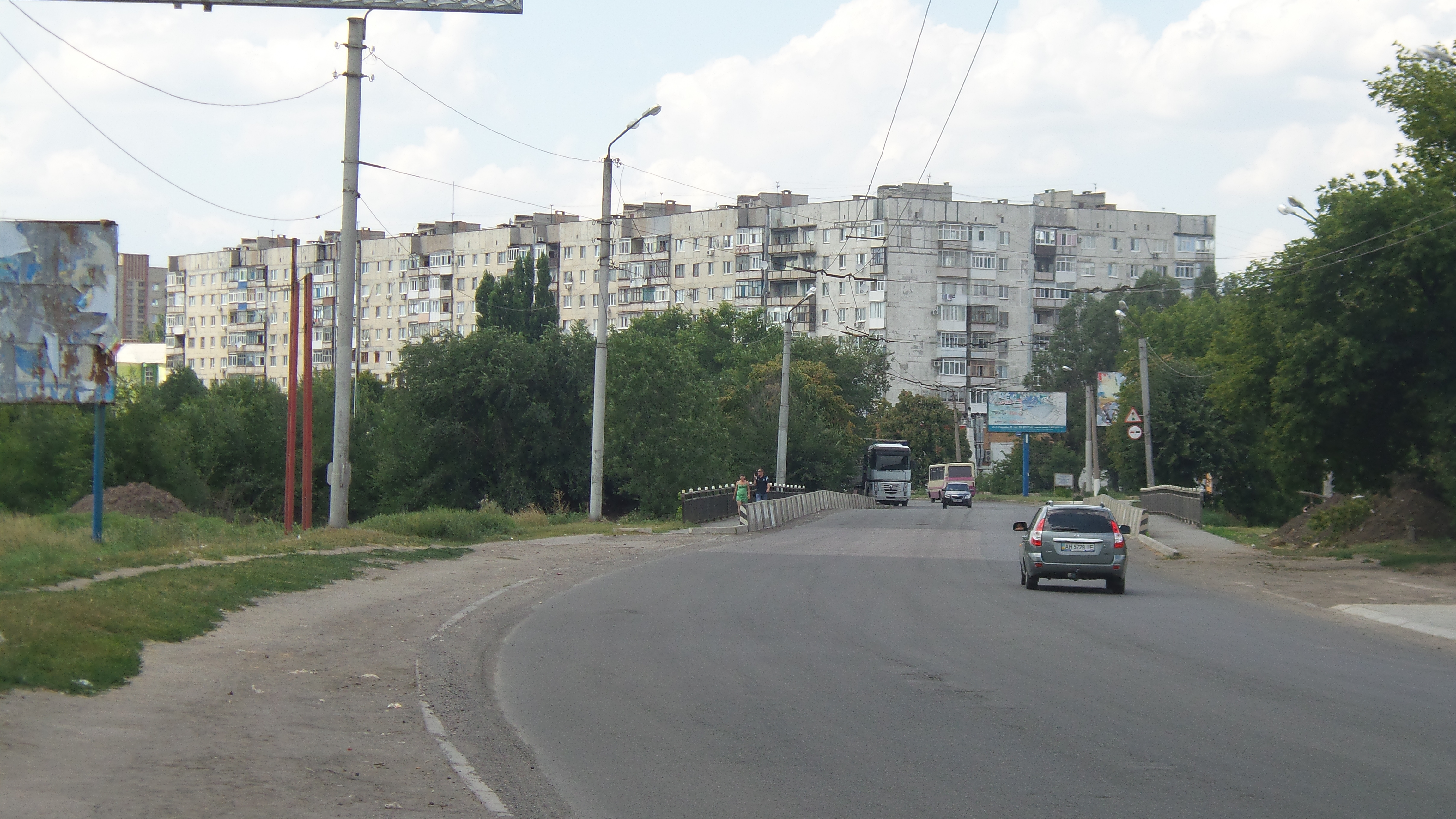
Wohngebiet
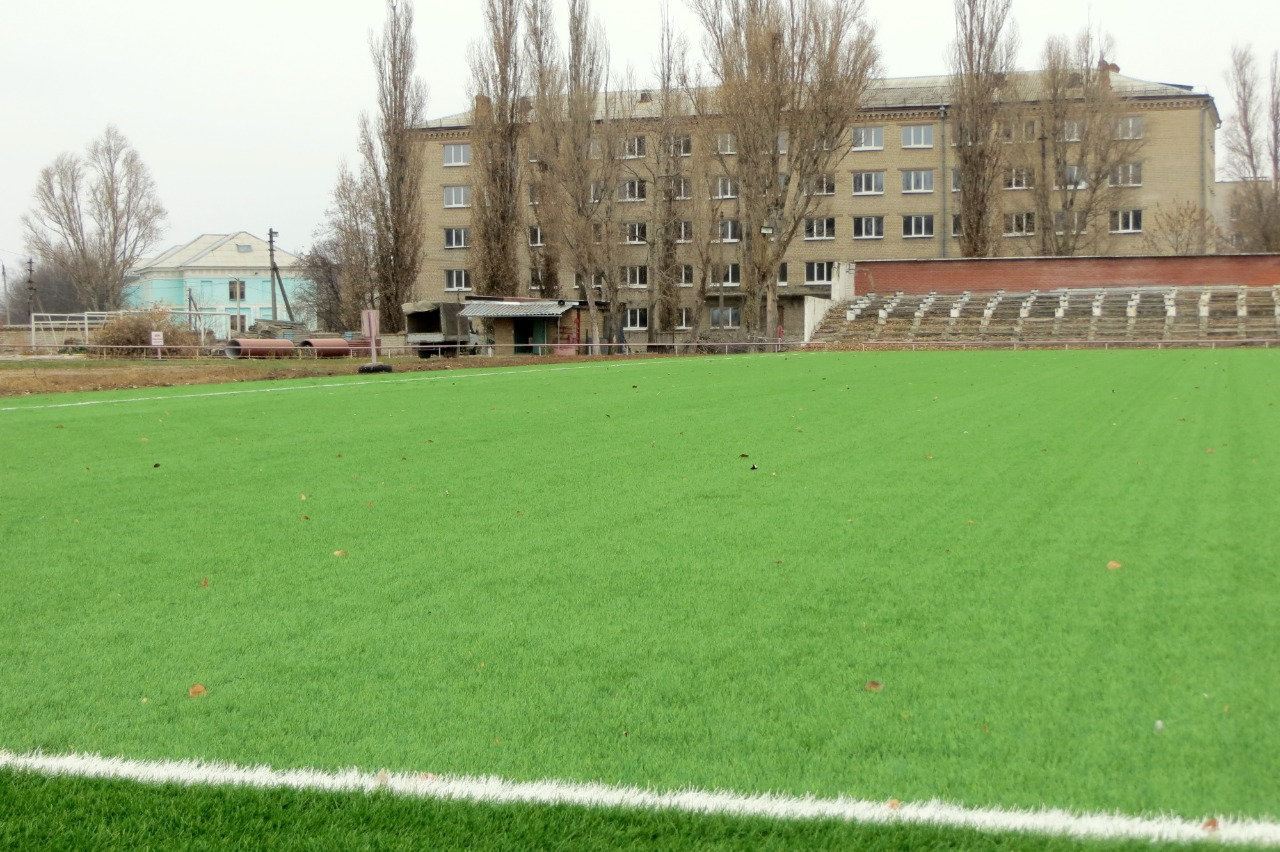
Stadion (Januar 2019)
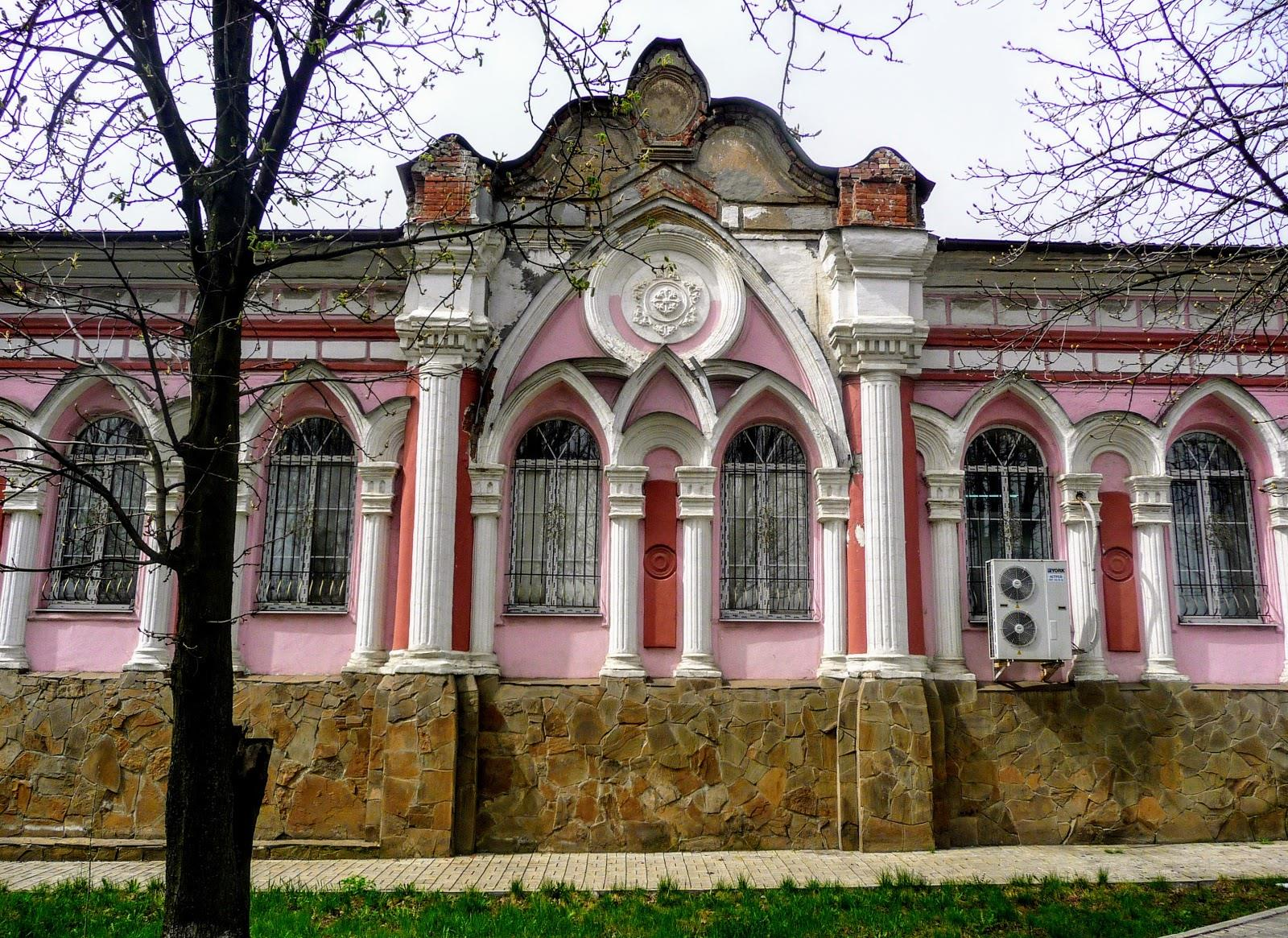
Synagoge
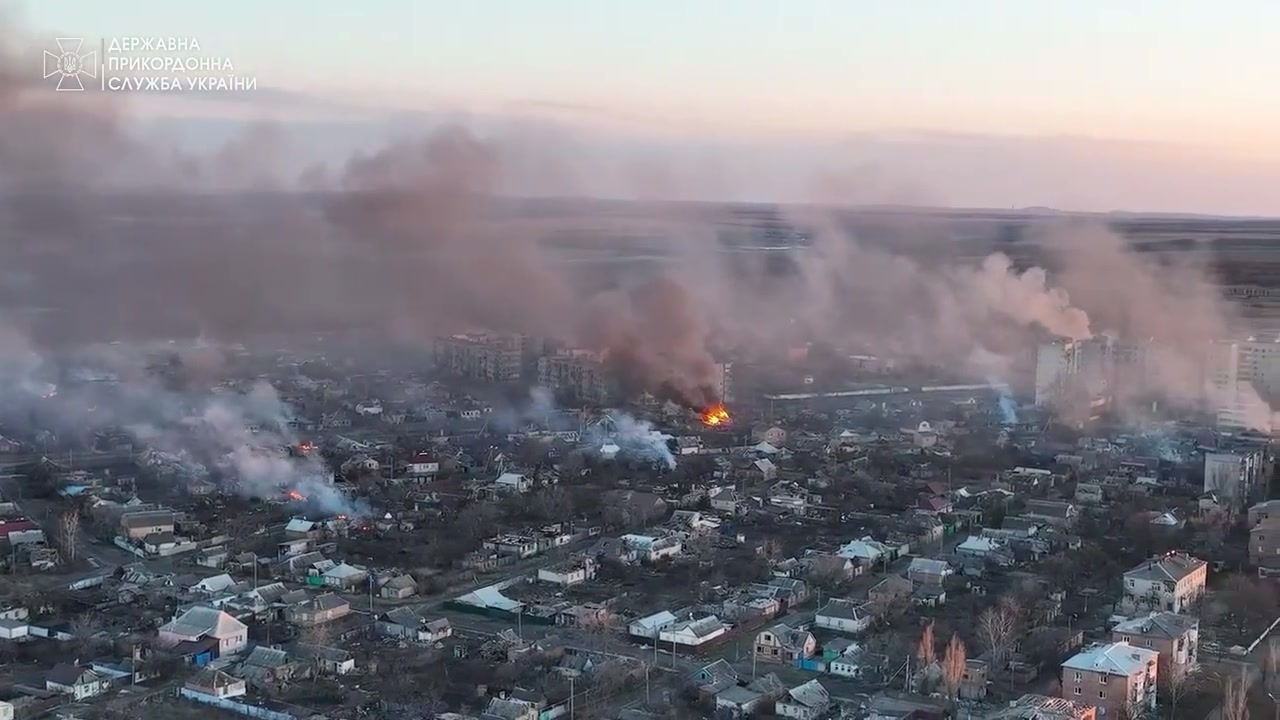
Stadt während der russischen Invasion in der Ukraine (2023)